# U-Kreuzer Tigerhai
U-Kreuzer Tigerhai ist ein US-amerikanischer Kriegsfilm aus dem Jahr 1951 von John Farrow mit William Holden und Nancy Olson in den Hauptrollen. Der Film wurde von Paramount Pictures produziert.

## Handlung
Lieutenant Commander White sucht sein mittlerweile stillgelegtes U-Boot, die U.S.S. Tiger Shark, auf und erinnert sich an den Tag, als er der letzte Kommandant des U-Bootes wurde.
Die Tiger Shark ist am 13. August 1945 in pazifischen Gewässern unterwegs. White und  Kapitän Rice sprechen über eine mögliche Kapitulation Japans, als ein im Meer treibender US-Pilot gesichtet wird. Nach der Rettung des Piloten, Lieutenant Commander Morris, werden japanische Schiffe gesichtet und die Tiger Shark klar zum Gefecht gemacht. Rice erlaubt dem unerfahrenen White, die Befehle für den Einsatz zu geben. White gelingt es, die feindlichen Schiffe zu versenken. Als die Tiger Shark auftaucht, greift ein japanisches Flugzeug an und beschießt den Turm, wobei Rice getroffen wird. Ein japanischer Zerstörer hat sich unbemerkt genähert und rammt das U-Boot. Um die Tiger Shark zu retten, befiehlt White das Notabtauchen. Chief Petty Officer Boyer protestiert, da der verletzte Kapitän noch nicht geborgen ist. Das Boot taucht dennoch ab. Kurz darauf kommt über Funk die Meldung über die Kapitulation Japans. White lässt sofort auftauchen, von Kapitän Rice fehlt jedoch jede Spur.
Zurück in Kalifornien sucht der von Schuldgefühlen geplagte White Alice Rice, die Frau des Kapitäns, auf. Sie und auch Konteradmiral Rice, der Vater, erklären, dass White das Richtige getan hat, nämlich die Sicherheit des Bootes an erste Stelle zu setzen. Dennoch kann sich White den Tod des Kapitäns nicht verzeihen. Am Abend geht er mit seiner Freundin Carol und Morris essen. White akzeptiert Carols Antrag und verkündet ihre Verlobung. 
Zurück in der Gegenwart arbeitet White in der Verwaltung der Navy. Als er bei einem Rundgang mit ein paar Journalisten durch die Docks geht, kommt die Gruppe an der stillgelegten Tiger Shark vorbei. Dabei macht einer der Reporter eine abfällige Bemerkung über den letzten Kapitän, was Whites Schuldgefühle wieder auftreten lässt. Er erfährt, dass das U-Boot für den Koreakrieg wieder in Dienst gestellt werden soll, mit ihm als Kommandanten. Während der Instandsetzung kommt ein Matrose bei einem Unfall im Kesselraum ums Leben. Boyer, der ebenfalls zur Tiger Shark abkommandiert wurde, macht erneut White für den Tod des Mannes verantwortlich. White wird immer depressiver, woraufhin ihm Carol rät, den Dienst zu quittieren. Kurz darauf erhält er, von Carol arrangiert, ein Stellenangebot eines Elektro-Unternehmens in Portland. White lehnt ab, er will nicht vor seinen Problemen davonlaufen. Carol hat genug und zieht aus.
Die Tiger Shark wird auf eine Geheimmission Richtung Nordkorea geschickt. Unterwegs erhält White einen freundlichen, aber distanzierten Brief von Carol. Das U-Boot geht an einem US-Flugzeugträger längsseits. Hier trifft White Morris wieder, den er über Carols Gefühle befragt. Morris weicht den Fragen jedoch aus. White und Morris werden über die bevorstehende Mission instruiert, die aus zwei Teilen besteht. Zum einen soll eine Radarstation in Point Nokomo zerstört werden. Zum anderen soll die Funkstation in Koyasan unbrauchbar gemacht werden, damit Fallschirmspringer gefangene Geheimagenten befreien können. 
Vor der Küste Nordkoreas bleibt White an Bord der Tiger Shark, während Morris mit dem südkoreanischen Major Kim auf einem Floß im Hafen von Point Nakamo ungesehen ankommen. Die nordkoreanischen Wachtposten werden überwältigt und Sprengladungen an der Radarstation angebracht. Zur gleichen Zeit verlassen zwei Froschmänner das U-Boot und versehen die Funkstation mit Sprengladungen. Als White von den Froschmännern sowie Morris und Kim das verabredete Zeichen erhält, zündet White per Funk das Dynamit und lässt die Tiger Shark auftauchen. Das U-Boot wird von der Küstenbatterie gesichtet und unter Beschuss genommen. Nach mehreren schweren Treffern befiehlt White das Verlassen des Bootes. Bei der Evakuierung geht Boyer auf seinen Kapitän zu und gibt ihm zu verstehen, dass er seinen Frieden mit ihm geschlossen hat. Später erfährt White von Morris, dass Carol schwanger ist. Einige Monate später bringt Carol ein Baby zur Welt. Gemeinsam mit ihrem Mann tauft sie ein neues U-Boot auf den Namen Tiger Shark.

## Produktion

### Hintergrund
Gedreht wurde der Film vom 30. Dezember 1950 bis Mitte Februar 1951 auf der Naval Base Coronado in San Diego, in Vallejo sowie in den Paramount-Studios in Hollywood. Zusätzliche Aufnahmen entstanden Mitte Mai 1951.
Laut Texteinblendungen nach dem Vorspann wurde die Produktion von der United States Navy und dem Verteidigungsministerium unterstützt.

### Stab
Henry Bumstead und Hal Pereira oblag die künstlerische Leitung. Sam Comer und Ross Dowd waren für das Szenenbild zuständig, Edith Head für die Kostüme, Wally Westmore für das Maskenbild. Verantwortliche Spezialleffekttechniker waren Farciot Edouart, Gordon Jennings und Harry Barndollar. Leo Shuken, George Parrish und Sidney Cutner leiteten das Orchester. Herbert Coleman arbeitete als Regieassistent.

### Besetzung
In kleinen nicht im Abspann erwähnten Nebenrollen traten Leslie Banning, John Mitchum und Noel Neill auf. Ebenfalls unerwähnt blieb Benson Fong als Major Kim.

## Synchronisation
Die deutsche Synchronfassung entstand 1951 im Auftrag der Berliner Synchron GmbH Wenzel Lüdecke unter der Dialogregie von Bruno Hartwich nach einem Dialogbuch von Fritz A. Koeniger.
| Rolle            | Schauspieler     | Deutscher Synchronsprecher |
| ---------------- | ---------------- | -------------------------- |
| Lt. Cmdr. White  | William Holden   | Heinz Engelmann            |
| Nancy Olson      | Carol            | Sigrid Lagemann            |
| CPO Boyer        | William Bendix   | Hans Emons                 |
| Lt. Cmdr. Morris | Don Taylor       | Eckart Dux                 |
| Lt. Carlson      | Arthur Franz     | Horst Niendorf             |
| Ens. Wheelwright | Darryl Hickman   | Gerd Vespermann            |
| Rear Adm. Rice   | Moroni Olsen     | Siegfried Schürenberg      |
| Cmdr. Rice       | Jack Gregson     | Fritz Tillmann             |
| Lt. Barton       | Jack Kelly       | Herbert Stass              |
| Adm. Tobias      | Charles Meredith | Paul Wagner                |

## Veröffentlichung
Die Premiere des Films fand im November  1951 statt. In der Bundesrepublik Deutschland kam er am 18. Februar 1956 in die Kinos, in Österreich im April 1955.

## Kritiken
Der Filmkritiken-Aggregator Rotten Tomatoes hat in einer Auswertung ein Publikumsergebnis von 27 Prozent positiver Bewertungen ermittelt.
Das Lexikon des internationalen Films schrieb: „Routine-Unterhaltung, die den Krieg als Kulisse für Abenteuerspannung benutzt.“
Bosley Crowther von der The New York Times fand es überraschend, dass der Film  zum größten Teil von den Schuldgefühlen des Kommandanten handele und zudem den Alltag an Bord eines U-Bootes in Friedenszeiten zeige. Solange sich der Film auf diesem Gebiet befinde, bleibe er fortwährend am Rande einer fesselnden Geschichte. Das Drehbuch sei kompakt und nüchtern, die Regie natürlich und die Darsteller durch die Bank gut. Leider gehe der Film zum Ende hin wie ein Vulkanausbruch in den Himmel. Es sei enttäuschend, solch einen Film so nah am Ziel zu sehen, der dann das Ziel verfehle.
Der Kritiker des TV Guide sah einen Film, der, innerhalb der engen Grenzen des Genres, angemessen unterhalte.